# Breves (Pará)
Breves es un municipio de la isla de Marajó, en el estado brasileño de Pará.